# 盧奇納河
49°49′53″N 18°17′49″E / 49.83139°N 18.29694°E

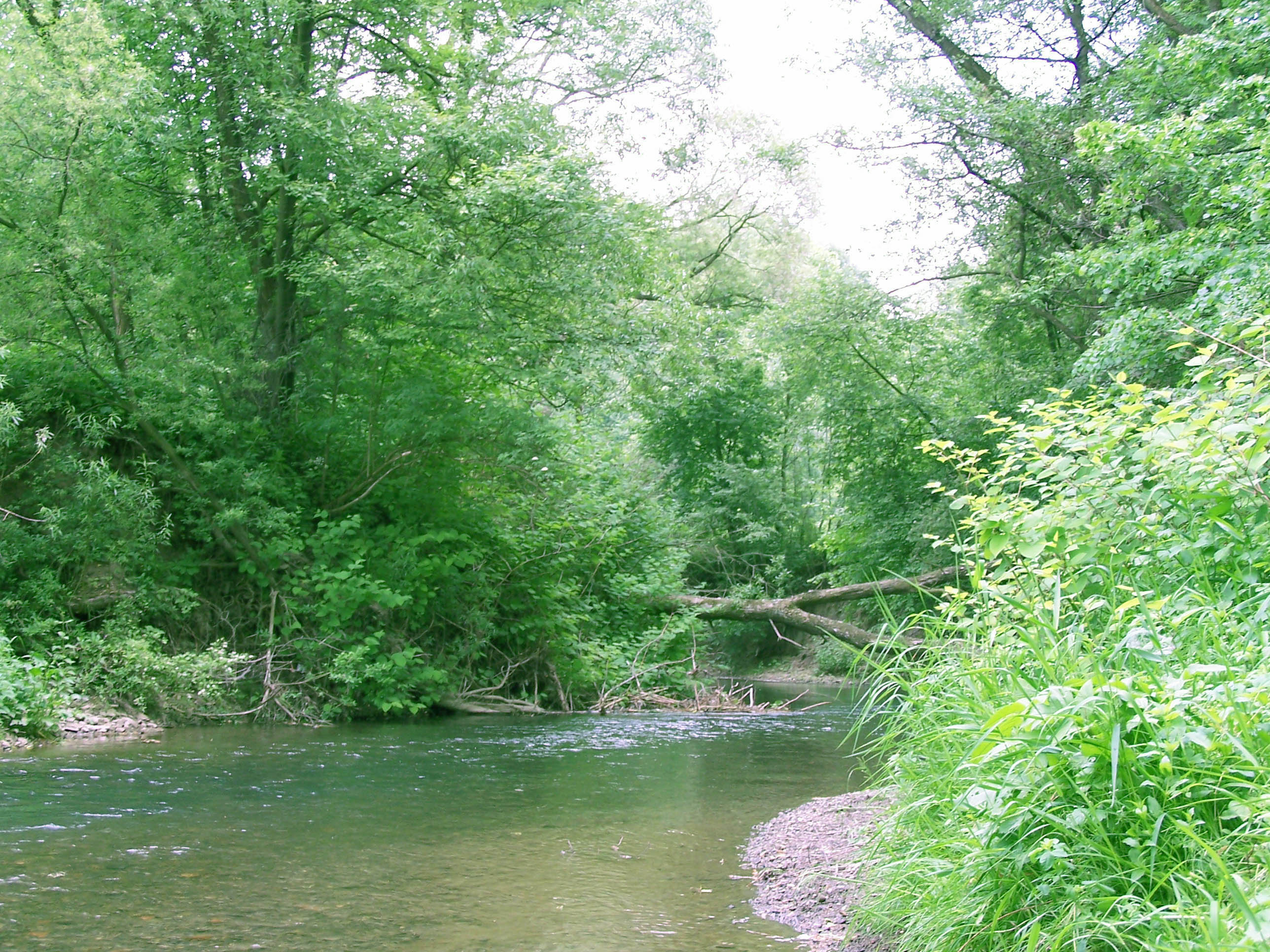

盧奇納河是捷克的河流，位於該國東部摩拉維亞-西里西亞州，屬於奧斯特拉維采河的支流，河道全長37.3公里，流域面積197.1平方公里，河口處在俄斯特拉發。